# Why baby why (Mason/Reed)
Why baby why is een nummer van P.J. Proby dat werd geschreven door Barry Mason en Les Reed. Het verscheen in 1968 op de B-kant van zijn single en gelijknamige album What's wrong with my world.
In 1968 werd het nummer eveneens opgenomen door Jean Marc Beryrand. Een jaar later werd het nummer vertaald in het Frans als Tout ça c'était hier door Claude François.
Een andere cover kwam van The Cats op Colour us gold (1969). Ook maakte het deel uit van het comebackalbum The rest of... (1994) en van enkele verzamelalbums. Het nummer werd in 2013 door luisteraars van 17 Noord-Hollandse radio- en tv-stations gekozen in de eenmalige all-timelijst Volendammer Top 1000.